# 陽捷行
陽 捷行（みなみ かつゆき、1943年〈昭和18年〉6月8日 - ）は、日本の農林水産技官、農学博士。農林水産省農業環境技術研究所所長、農業環境技術研究所理事長、北里大学副学長、アイオワ州立大学客員教授等を歴任した。公益財団法人 農業・環境・健康研究所副理事長。

## 人物・経歴
山口県萩市生まれ。1966年静岡大学農学部（農芸化学）卒業。1971年東北大学大学院農学研究科博士課程修了、農林省入省、東海近畿農業試験場配属。1977年アイオワ州立大学客員教授。1987年農林水産省農業環境技術研究所影響調査研究室長。1990年（平成2年）農林水産省農業環境技術研究所資源生態管理科長。1994年国際農林水産業研究所環境資源部長。1997年農林水産省農業環境技術研究所企画調整部長。2000年農林水産省農業環境技術研究所所長。2001年農業環境技術研究所理事長。2005年北里大学教授。2006年北里大学副学長。2012年北里大学名誉教授。農地から発生する温室効果ガスに関する技術研究で業績をあげ、日本土壌肥料学会賞、環境庁長官賞優秀賞、日経地球環境技術賞大賞、日本農学賞・読売農学賞、国際大気汚染防止団体連合Yuan T. Lee国際賞、気候変動に関する政府間パネルゴア副大統領ノーベル平和賞寄与感謝状を受賞した。
2019年春の叙勲で瑞宝中綬章を受章。

## 著書

### 単著
- 『18cmの奇跡』ISBN 978-4883206315 三五館 (2015年4月24日)
- 『農医連携論―環境を基とした農と医の連携』 (北里大学農医連携学術叢書) ISBN 978-4842504964 養賢堂 (2012年6月)
- 『東日本大震災の記録―破壊・絆・甦生 (北里大学農医連携学術叢書)』ISBN 978-4842504957 養賢堂 (2012年4月)
- 『この国の環境―時空を超えて (アサヒ・エコ・ブックス)』ISBN 978-4879506030 清水弘文堂書房 (2011年10月25日)
- 『農と環境と医の連携を求めて―本の紹介55選・言葉の散策30選 (北里大学農医連携学術叢書 第9号)』ISBN 978-4842504865 養賢堂 (2011年6月)
- 『動物と人が共存する健康な社会 (北里大学農医連携学術叢書)』ISBN 978-4842504759 養賢堂 (2010年12月)
- 『食の安全と予防医学 (北里大学農医連携学術叢書)』ISBN 978-4842504568 養賢堂 (2009年8月)
- 『Agricultureーenvironmentーmedicine (北里大学農医連携学術叢書 第7号)』ISBN 978-4842504544 養賢堂 (2009年7月)
- 『地球温暖化―農と環境と健康に及ぼす影響評価とその対応・適応技術 (北里大学農医連携学術叢書)』ISBN 978-4842504490 養賢堂 (2009年4月)
- 『人びとの健康と地球環境保全のために―農医連携』ISBN 978-4924979635 エムオーエー商事 (2009年2月)
- 『農と環境と健康に及ぼすカドミウムとヒ素の影響 (北里大学農医連携学術叢書)』ISBN 978-4842504407 養賢堂;1版 (2008年7月11日)
- 『鳥インフルエンザ―農と環境と医療の視点から (北里大学農医連携学術叢書)』ISBN 978-4842504308 養賢堂 (2008年3月)
- 『農と環境と健康 (ASAHI ECO BOOKS 19)』ISBN 978-4879505859 清水弘文堂書房 (2007年12月15日)
- 『地球の悲鳴―環境問題の本100選 (ASAHI ECO BOOKS 16)』ISBN 978-4879505798 アサヒビール (2007年4月)
- 『代替医療と代替農業の連携を求めて (北里大学農医連携学術叢書)』ISBN 978-4842504193 養賢堂 (2007年4月)
- 『現代社会における食・環境・健康 (北里大学農医連携学術叢書)』ISBN 978-4842503882 養賢堂 (2006年9月25日)
- 『農業と環境―研究の軌跡と進展 (農業環境研究叢書 (第16号))』ISBN 978-4842503691 養賢堂 (2005年4月)
- 『自然の中の人間シリーズ 農業と人間編(10) 日本列島の自然のなかで―環境との調和』ISBN 978-4540983269 農山漁村文化協会 (2001年3月)
- 『環境保全と農林業』ISBN 978-4254400090朝倉書店 (1998年1月)
- 『地球環境変動と農林業』ISBN 978-4254400076 朝倉書店 (1995年12月)
- 『土壌圏と大気圏―土壌生態系のガス代謝と地球環境』ISBN 978-4254101270 朝倉書店 (1994年5月)

### 共著
- 小川利紘、及川武久著『地球変動研究の最前線を訪ねる (ASAHI ECO BOOKS No.26)』ISBN 978-4879505958 清水弘文堂書房 (2010年2月16日)

## 文献
- 環境負荷軽減・低コスト不耕起栽培の額立とそれに有効な肥効調節型肥料の開発 [6]